# 精神障害者社会復帰促進センター
精神障害者社会復帰促進センター（せいしんしょうがいしゃしゃかいふっきそくしんセンター）とは、精神保健及び精神障害者福祉に関する法律（精神保健福祉法）第51条2項に定められている精神障害者の社会復帰に関する調査・研究・開発や広報・啓発を行う法人のことである。
厚生労働大臣より全国に一つだけを指定することができる。

## 概要
1993年（平成5年）の精神保健福祉法法改正により新設された規定で、それ以前の精神障害者の施策は国や地方公共団体が推進していた。それを一層きめ細かくしていくにはさらに家族などが関わっている民間法人（民法34条）にも加わってもらうほうが効果が上がるだろうとの趣旨で設けられた制度である。精神障害者社会復帰施設等での処遇ノウハウの研究開発、職員の研修、啓発広報活動を行う目的で厚生労働大臣が精神障害者社会復帰促進センターとして指定するものである。
このセンターの運営にあたって「精神障害者社会復帰促進センター運営委員会」を設けることになっている。この運営委員会は大学の研究者、精神保健福祉センター長会、社団法人精神科病院協会、日本精神科診療所協会、社会復帰施設協会、社団法人医師会、公益社団法人日本看護協会、PSW協会、作業療法士会などの代表者で構成されている。

## 指定されていた団体
- 財団法人全国精神障害者家族会連合会（全家連）1994年（平成8年）7月1日 - 2007年（平成19年）6月1日
  - 2017年現在、指定されている法人はない[3]。